# Réserve biologique de Tapirapé
La réserve biologique de Tapirapé (en portugais : Reserva Biológica Do Tapirapé) est une réserve biologique brésilienne située dans la municipalité de Marabá. Sa superficie totale est de 103 000 ha. La topographie locale est élevée avec des variations entre 200 et 700 mètres d'altitude. Elle est caractérisée par le biome de la forêt amazonienne. De plus, elle abrite des espèces en voie de disparition, comme l'ocelot et le jaguar.